# شهرداری بار
شهرداری بار (به لاتین: Bar Municipality) یک منطقهٔ مسکونی در مونته‌نگرو است که در مونته‌نگرو واقع شده‌است. شهرداری بار ۵۹۸ کیلومتر مربع مساحت و ۴۲٬۰۴۸ نفر جمعیت دارد.